# Blaise B
Blaise B, de son vrai nom Akwandor Blaise Atarrimah, né le 24 décembre 1988 à Limbé, est un chanteur, producteur et auteur-compositeur camerounais.

## Biographie

### Enfance et études
Originaire de Batibo, dans la région du Nord-Ouest du Cameroun, Blaise B naît le 24 décembre 1988 à Limbé, dans la région du Sud-Ouest du pays. Il est le troisième enfant d'une famille de six. Il fait ses études primaires et secondaires à Limbé, puis déménage à Buéa où il obtient son GCE A-level.

### Carrière
Blaise B se lance dans la musique à l'âge de 10 ans et en fait une carrière professionnelle en 2010. Sa passion l'amène à rejoindre la chorale Break Through Voice et à en devenir le chanteur principal. C'est alors qu'il rencontre Salatiel, le directeur de la chorale. En 2008, la chorale enregistre un album de gospel chez M1recording, intitulé Lord am sorry. L'accueil réservé à cet album lui a donné confiance en lui et il décide de faire carrière dans la musique. Il s'inspire d'idoles telles que Michael Jackson, Beyoncé, Lucky Dube et Petit-Pays. Il espérait devenir médecin, mais Blaise B choisit la voie de la musique. Il suit un cours d'ingénierie audio en ligne, collaborant avec plus de 200 artistes et produisant plus de 500 chansons. En 2010, Blaise B rejoint le groupe Da Thrill. Le groupe participe ensuite au concours Nescafé African Revelations, remportant la première place au Cameroun et la deuxième place lors de la finale panafricaine au Sénégal.
Il est à la fois compositeur et coproducteur de certaines chansons de l'album New Dawn, sorti en 2002. Da Thrill l'emmène en tournée au Cameroun et à l'étranger, dès lors il produit sur de nombreuses plateformes aux côtés d'artistes tels que Flavor Flav, Zaho, Kery James, Hiro, Soumbill. En février 2014, Blaise B crée son propre label, Akwandor Empire MUSIC, à Limbé. Il se lance en solo et produit le titre Eposi, qui propulse sa carrière solo au sommet. Il se produit pour la première fois en solo au Festival des arts et de la culture de Limbé (FESTAC). Il produit des chansons dont Jamais jamais de Mr Leo, Murder de Gasha, Molo de Hiro, Rese de Dynasty le Tigre, Ambe Vitesse, Blanche Bailly Dinguo. En 2021, Blaise B sort l'une des chansons d'amour les plus en vogue au Cameroun, Allô. Il signe officiellement avec Alpha Better Records, où il rejoint Mr Leo, Salatiel et Askia.

## Discographie

### Album
- 2022 : The excitement room

### Singles
- 2014 : Eposi

- 2017 : Pour moi
- 2018 : On fait comment.
- 2018 : No tomorrow
- 2019 : Le goût de ça
- 2019 : Mon mieux
- 2020 : Together (Kill'em with it).
- 2020 : Mr romantic.
- 2020 : Jingle bells (feat. Tzy Panchak & Kocee)
- 2021 : Allô.
- 2022 : Nobody Else

### Apparitions
- 2020 : Timga - Mon choco (feat. Blaise B)

- 2023 : Remiray - Endless love remix (feat. Blaise B)